# Реожолоб

Реожолоб

Реожолоб (рос. реожолоб, англ. rheolaveur, нім. Rheorinne f, Rheobett n, Waschrinne f) — збагачувальний апарат, мийний жолоб, у якому розділення мінеральної суміші за густиною її компонентів відбувається в русловому потоці внаслідок різниці в швидкостях переміщення зерен збагачуваного мінералу.
Ж.м. застосовувалися переважно для збагачення антрациту крупністю 6-100 мм. Область застосування Ж. за густиною матеріалу — 1200—2500 кг/м3.
Продуктивність 80-130 т/год. Показники ефективності розділення:
Ер = 0,16-0,20;
J= 0,16-0,20.
У 1970-ті роки повсюдно замінені на важкосередовищні сепаратори або відсаджувальні машини.